# ロバート・スティル
ロバート・スティル（Robert Still, 1910年6月10日 - 1971年1月13日）は、イギリスの作曲家。
ロンドン出身。イートン・カレッジとオックスフォード大学トリニティ・カレッジで学び、ゴードン・ジェイコブらに師事し、芸術学学士・芸術学修士・音楽学学士の称号を得た。また学生時代よりテニスに打ち込み、アマチュアプレイヤーとしても活躍した。
オックスフォード大学を卒業した後、1938年までイートン・カレッジで音楽を教えた。またそれまでにウィンザーオペラ協会のために、歌曲とオペレッタを作曲している。第二次世界大戦中は大砲部隊の軍楽隊の指揮者を務めた。
戦争後はハンプシャーに、1949年にバークシャーに移住した。そこで作曲に専念したが、フロイト派の精神分析医になろうとも考え、音楽と絵画の精神分析に関する記事を著した。
1963年にオックスフォード大学に提出された交響曲第3番は、ユージン・グーセンスに高く評価され、オックスフォード大学から博士号を受けた。
作品には4つの交響曲、ピアノ協奏曲、ヴァイオリン協奏曲、室内楽曲、モテット、オペラ、歌曲などがある。作風は調性を主としながらも時として不協和音を用いて大きな効果をあげている。